# تفاعل البوليميراز المعكوس المتسلسل

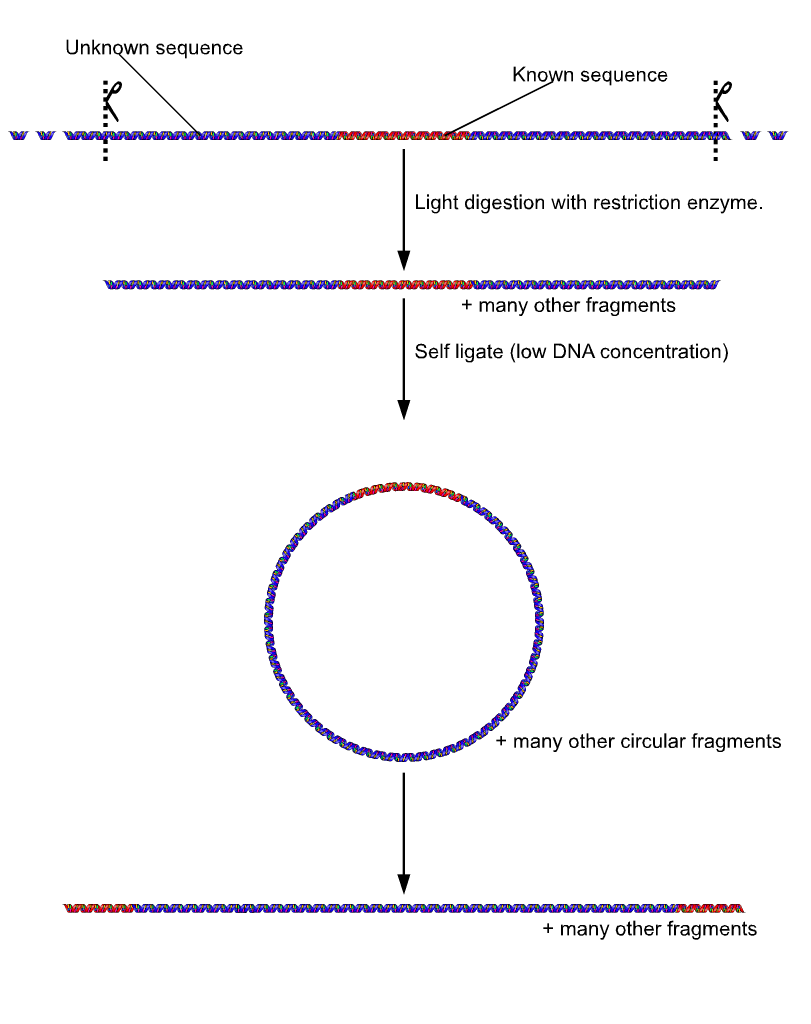

تفاعل سلسلة البوليميراز العكسي المتسلسل (عكس المعدل الذروي للخلية) هو متغير من تفاعل البوليميراز المتسلسل الذي يستخدم لتضخيم الحمض النووي مع تسلسل واحد فقط معروف. ومن القيود التي تحد من المعدل الذروي للخلية التقليدية أنها تتطلب اٍبرانات مكمّلة لكل من الـ مصطلحات للحمض النووي المستهدف، ولكن هذه الطريقة تسمح بإجراء المعدل الذروي للخلية حتى لو كان تسلسل واحد فقط متاحًا يمكن تصميم التمهيديات منه.

## نبذة
يعد المعدل الذروي للخلية المعكوس مفيدًا بشكل خاص لتحديد مواقع الإدراج. على سبيل المثال، الفيروسات الرجعية المختلفة وtranspoons تندمج عشوائيًا في الحمض النووي الجينومي. لتحديد المواقع التي دخلت، يمكن استخدام تسلسلات الفيروسات أو الروبّرون المعروفة، «الداخلية» لتصميم السطوح التمهيدية التي من شأنها تضخيم جزء صغير من الحمض النووي الجينومي، «خارجي». ويمكن بعد ذلك أن يكون المنتج تضخيم تسلسلها ومقارنتها مع قواعد بيانات الحمض النووي لتحديد تسلسل التي تم تعطيلها.

## الإسلوب
يتضمن أسلوب المعدل الذروي للخلية العكسي سلسلة من هضمات التقييدات والربط، مما يؤدي إلى جزء منقّم يمكن أن يكون مهيأً للمعدل الذروي للخلية من مقطع واحد من التسلسل المعروف. ثم، مثل غيرها من عمليات تفاعل البوليميراز المتسلسل، يتم تضخيم الحمض النووي بواسطة بوليميراز الحمض النووي الحساس لدرجة الحرارة:
1. تم تحديد منطقة مستهدفة مع قسم داخلي من التسلسل المعروفة والمناطق غير معروف يحيط.
2. يتم هضم الحمض النووي الجينومي إلى أجزاء من بضعة كيلوباسس من قبل عادة منخفضة المعتدلة تردد (6-8 قاعدة) قطع الإنزيم القيد.
3. تحت تركيزات الحمض النووي منخفضة، يتم حث الربط الذاتي لإعطاء منتج الحمض النووي دائرية.
4. يتم إجراء المعدل الذروي للخلية كالمعتاد، مع التمهيديات التكميلية لأقسام من التسلسل الداخلي المعروف.
5. وأخيراً، يتم مقارنة التسلسل بالتسلسل المتوفر في قاعدة البيانات. يتم استخدامه في حالة الزحف الكروموسوم.

- ملاحظة: على الرغم من أن الشكل يشير إلى أن المنتج الربط المعمم هو هضم قبل المعدل الذروي للخلية، وهذا ليس هو الحال. المعدل الذروي للخلية لا يتطلب منتجات خطية واستخدام إنزيم تقييد آخر لخفض تسلسل المعروفة يمكن أيضا قطع داخل المنطقة غير معروف، مما أدى إلى فشل المعدل الذروي للخلية.